# Papinsaari (ö i Finland, Södra Savolax, Pieksämäki, lat 61,89, long 27,91)
Papinsaari är en ö i Finland. Den ligger i sjön Salajärvi och i kommunen Jockas i den ekonomiska regionen  Pieksämäki ekonomiska region  och landskapet Södra Savolax, i den södra delen av landet, 250 km nordost om huvudstaden Helsingfors. Öns area är 14,8 hektar och dess största längd är 0,8 kilometer i nord-sydlig riktning.